# Eurovision Dance Contest 2010
Eurovision Dance Contest 2010 var oprindeligt planlagt til at være den tredje Eurovision Dance Contest afholdt i Baku, den 26. september 2009.
Den 28. maj 2009 har EBU meddelt, at konkurrencen bliver udskudt til efteråret 2010, da antallet af tv-stationer, som skulle sende repræsentanter til konkurrencen var for lav. Indtil videre, har mindst fem lande som deltog i Eurovision Dance Contest 2008 – nemlig Østrig, Finland, Litauen, Holland, Sverige & Portugal – meddelt at de vil trække sig tilbage fra konkurrencen. Kun Hviderusland er tilbage.
I januar 2010 blev konkurrencen udskudt igen af EBU.

## Deltagere
- Aserbajdsjan (vært)[7]
- Hviderusland – Vinderne af Star Dancers (Yulia Raskina og Denis Moryasin).
- Rusland – Sergej Konovaltsev og Olga Konovaltseva. De blev udpeget i maj 2008. Deres deltagelse blev bekræftet i den russiske udgave af Vild med dans i 2009.

## Fodnoter
1. ↑  BELARUS – Belarus prepares for debut Dance National final
2. 1 2 3 4 5  Eurovision Dance Contest 2008 Glasgow Танцевальное Евровидение 2008 Глазго
3. ↑  "PORTUGAL – RTP withdraws from Dance Contest?". Arkiveret fra originalen 12. februar 2010. Hentet 12. januar 2010.
4. ↑  SWEDEN – TV4 withdraw from Eurovision Dance 2009 (Webside ikke længere tilgængelig)
5. ↑  "AUSTRIA – ORF quits participation in Eurovision Dance Contest". Arkiveret fra originalen 3. januar 2010. Hentet 12. oktober 2009.
6. ↑  "Eurovision Song Contest 2011 Final | Eurovision Song Contest 2011 Semi-Final (2) | Eurovision Song Contest 2011 Semi-Final (1) | Eurovision Song Contest – Düsseldorf 2011". Arkiveret fra originalen 8. juni 2009. Hentet 29. maj 2009.
7. ↑  "DZIENNIK-EUROWIZYJNY.BLOG.PL – JEDYNY POLSKI DZIENNIK EUROWIZYJNY – Eurowizja 2010 Oslo, Junior Eurovision Song Contest 2010 Mińsk". Arkiveret fra originalen 28. februar 2018. Hentet 12. januar 2010.